# Losacino (kommunhuvudort)
Losacino är en kommunhuvudort i Spanien.   Den ligger i provinsen Provincia de Zamora och regionen Kastilien och Leon, i den nordvästra delen av landet, 240 km nordväst om huvudstaden Madrid. Losacino ligger 701 meter över havet och antalet invånare är 291. Den ligger vid sjöarna  Embalse de Ricobayo och Embalse del Esla.
Terrängen runt Losacino är huvudsakligen platt. Losacino ligger nere i en dal. Runt Losacino är det mycket glesbefolkat, med 7 invånare per kvadratkilometer. Närmaste större samhälle är Fonfría, 7,2 km sydväst om Losacino. Omgivningarna runt Losacino är i huvudsak ett öppet busklandskap.